# Гифтос, Элейн
Эле́йн Ги́фтос-Райт (англ. Elaine Giftos Wright; род. 24 января 1945, Питсфилд, Массачусетс, США) — американская модель, актриса и танцовщица.

## Биография
Родилась в семье греческого иммигранта Чарльза П. Гифтоса.
Окончила среднюю школу в Питсфилде.
До 1964 года работала моделью в Нью-Йорке, когда была замечена компанией Clairol, после чего путешествовала по США, рекламируя успокаивающий лосьон для женских ног.
Обучалась в балетной труппе Нью-Йорк-Сити-балет Джорджа Баланчина, выступала на бродвейской сцене, после чего переехала в Голливуд, где продолжила карьеру в кино и на телевидении.
С 1989 года предоставляет консультационные услуги по фен-шую, руководя компанией The Wright Way of Feng Shui.

## Личная жизнь
В 1973—2005 годах была замужем за писателем и продюсером Гербертом Райтом.

## Фильмография
- 1969 — I Dream of Jeannie — Лаверн Седелко
- 1970 — Бонанза — Макгилл / Чарли
- 1970 — В ясный день увидишь вечность — Мюриель
- 1970 — The Student Nurses — Шэрон
- 1970 — Газ! Или как пришлось уничтожить мир, чтобы его спасти — Силла
- 1970—1971 — The Interns — Боби Марш
- 1971 — Cade’s County — Элеонор Джеймсон
- 1971 — Ironside — Стефи Паркер
- 1972 — No Drums, No Bugles
- 1972 — My Three Sons — Джуэл Марсеник
- 1972 — Всё, что вы всегда хотели знать о сексе, но боялись спросить — миссис Росс
- 1972 — Adam-12 — Кэти Стивенс
- 1972 — The New Temperatures Rising Show — Нина
- 1972 — Улицы Сан-Франциско — Ирэн Джепсен
- 1972 — The Bob Newhart Show — Синтия Фремонт
- 1972 — Banyon — Верна
- 1972 — Cool Million — Кахадия Мессади
- 1973 — The Paul Lynde Show — Джуди Мёрдок
- 1971—1973 — Love, American Style — Гвен / Карен Смит / Элизабет
- 1972—1973 — Семья Партриджей — Бонни Кляйншмидт
- 1973 — Chase — Глория
- 1974 — The New Perry Mason — Шелби Дантон
- 1974 — The Wrestler — Дебби
- 1974 — Kolchak: The Night Stalker — медсестра Джэнис Эйзен
- 1975 — The Secret Night Caller — Хлоя
- 1973—1975 — Доктор Маркус Уэлби — Дорис / Мелани Гейтс
- 1975 — Ladies of the Corridor — Бетси Эймс
- 1975 — Cannon — Маргарет
- 1977 — Stonestreet: Who Killed the Centerfold Model? — Арлин
- 1978 — The Six Million Dollar Man — Эмили
- 1979 — Breaking Up Is Hard to Do — Тина Скапа
- 1979 — Quincy, M.E. — Локси Адамс
- 1980 — Barney Miller — Лаура Кирго
- 1976—1980 — Гавайи 5-O — Энн Чернус / Лили Калима / Дженис Локман
- 1981 — Number 96 — Хильди
- 1981 — Paternity — женщина в баре Oak Room
- 1981 — The Time Crystal — Нефертити
- 1982 — Games Mother Never Taught You
- 1980—1982 — Трое — это компания — Рэнди Бакли / Дарлин
- 1982 — Частный детектив Магнум — Джинджер Лия Грант
- 1983 — Matt Houston — Никки Шеффилд
- 1983 — Venice Medical — Гвен Маркус
- 1982—1984 — Trapper John, M.D. — Кейт Миллер
- 1984 — Angel — Патриция Аллен
- 1985 — Knight Rider — Дебра Сэндс
- 1985 — Она написала убийство — Лонни Валериан
- 1985 — Otherworld — Белисама
- 1985 — Непридуманные истории — Грейс
- 1986 — Blacke’s Magic — Джоанна
- 1986 — The Trouble with Dick — Шейла
- 1987 — What a Country! — барвумен Дэнни
- 1989 — War of the Worlds — Q’Tara
- 1989—1990 — Dragnet — Марта Лестер / Джоан Рэндалл
- 1992 — Another Time, Another Place — Винки Хейнсон
- 1995 — Body Chemistry 4: Full Exposure — Шарлотта Сандерс
- 1998 — Элли Макбил — Нэнси Фут
- 2000 — Mars and Beyond — сотрудница НАСА Дженнифер Джанни
- 2001 — Family Law — Федеральный прокурор США Анетт Ходж